# Edelsteiner
Edelsteiner – marka piwa produkowana przez grecki browar Vergina. Jest to piwo jasne pasteryzowane z rodzaju pilzner. 
Piwo zawiera 4.8% objętości alkoholu i 11.2% ekstraktu. Produkowane jest w miejscowości Komotini. Piwo to cieszy się dużą popularnością w Grecji. Sprzedawane jest w butelkach i puszkach 0.5 l i 0.33 l.